# Parlier

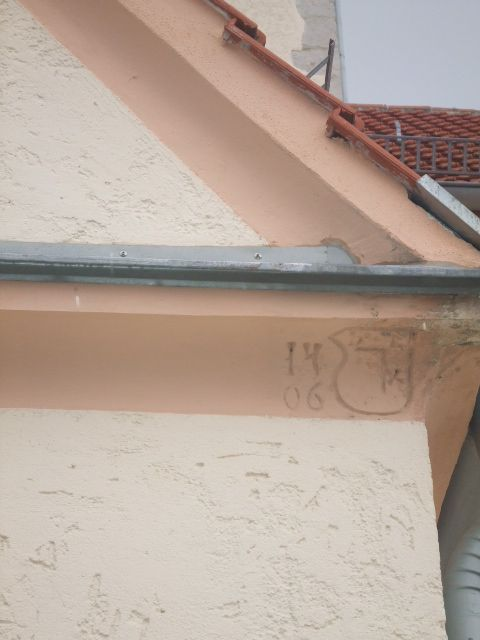
Parlierzeichen an der Pfarrkirche in Allmendingen

Parlier, Parlierer, Palier oder Parler ist die der neuhochdeutschen Lautung Polier zugrunde liegende spätmittelalterliche Berufsbezeichnung des „Sprechers der am Bau beschäftigten Zimmerleute, Steinmetzen, Maurer etc.“ Das Wort ist eine Übernahme von altfranzösisch parlier ‚Sprecher; wer gut oder viel redet‘.
Der Parlier war in der Regel bildhauerisch ausgebildet, vertrat den Leiter der Bauhütte in dessen Abwesenheit und übernahm neben aufseherischen Tätigkeiten auch die Unterweisung junger Steinmetze.
Der Name des großen Baumeisters Peter Parler (1330–1399) ist eine Variante von Parlier.